# Frosnitztal
Das Frosnitztal oder Froßnitztal ist ein orographisch rechtes Nebental des Tauerntals im Osttiroler Teil des Nationalpark Hohe Tauern. Es befindet sich in der Venedigergruppe und erstreckt sich über eine Länge von 8 Kilometern. Es wird vom Frosnitzbach entwässert.

## Geographie
Das Tal öffnet sich am Gschlößkamm in südlicher/südöstlicher Richtung und mündet beim Weiler Gruben ins Tauerntal. Es ist über einige Forstwege wie den natürlichen Talweg Nr. 921 entlang des Baches, den Gaßl-Andra-Weg (auch Große Tauern Treck genannt) oder den Venediger Höhenweg erschlossen. Auf den orographisch rechten Hängen thronen u. a. das Frosnitzkees mit dem Frosnitztörl, weiter südlich die Hohe Achsel und am Taleingang der Ochsenbug, auf den linken Hängen erheben sich u. a. der Dabernitzkogel und der Raneburgkogel.
Es ist in den kalten Jahreszeiten unbesiedelt.

### Wegpunkte
Bekannte Örtlichkeiten im Frosnitztal sind die untere und obere Katalalm (1725 m ü. A.), das Knappenhaus (2516 m ü. A.), die Zedlacher Alm (auch Gosser Alm), die Mitteldorfer Alm (auch Resingeralm) und die Badener Hütte am Talschluss (2608 m ü. A.).

## Geschichte
Die Flurnamen sind zum Großteil slawischstämmig. Der Name des Tales geht auf die Flur Malfrosnitz bei den Quellen des Malfrosnitzbaches zurück. Der Name ging in verkürzter Form auf Hauptbach und Tal über. Er ist eine Eindeutschung von slawisch *brozžъnica (‚schlammige Gegend‘).
Vor der Zeit des Alpinismus wurde das Tal als Jagdrevier genutzt. Das verfallene Knappenhaus ist ein Denkmal an die weitgehend erfolglosen Versuche der Eisenerzgewinnung. Der zu diesem Haus führende Gaßl-Andra-Weg hieß früher Knappensteig.
Der lokale Alpenverein baute um 1900 erste Hütten zur touristischen Erschließung. Die Badener Hütte wurde 1911 erbaut.

## Mineralien
Im Gestein findet sich Almandin, Apatit, Byssolith, Kyanit, Rutil, Rauchquarz und Zoisit.
An der Weißspitze findet sich Albit, Bergkristall, Bornit, Calcit, Chlorit, Gold, Limonit, Malachit, Pyrit, Schörl und Titanit.

## Flora
Im äußeren Tal findet sich Mischwald, ab der Zedlacher Alm ist die Landschaft baumlos.

## Fauna
Aufgrund seiner abgeschiedenen Lage, dem kargen Klima und der geringen touristischen Nutzung ist das Frosnitztal wildreich. Neben Rothirschen, Rehen und Gämsen können mit etwas Glück auch Murmeltiere gesichtet werden.

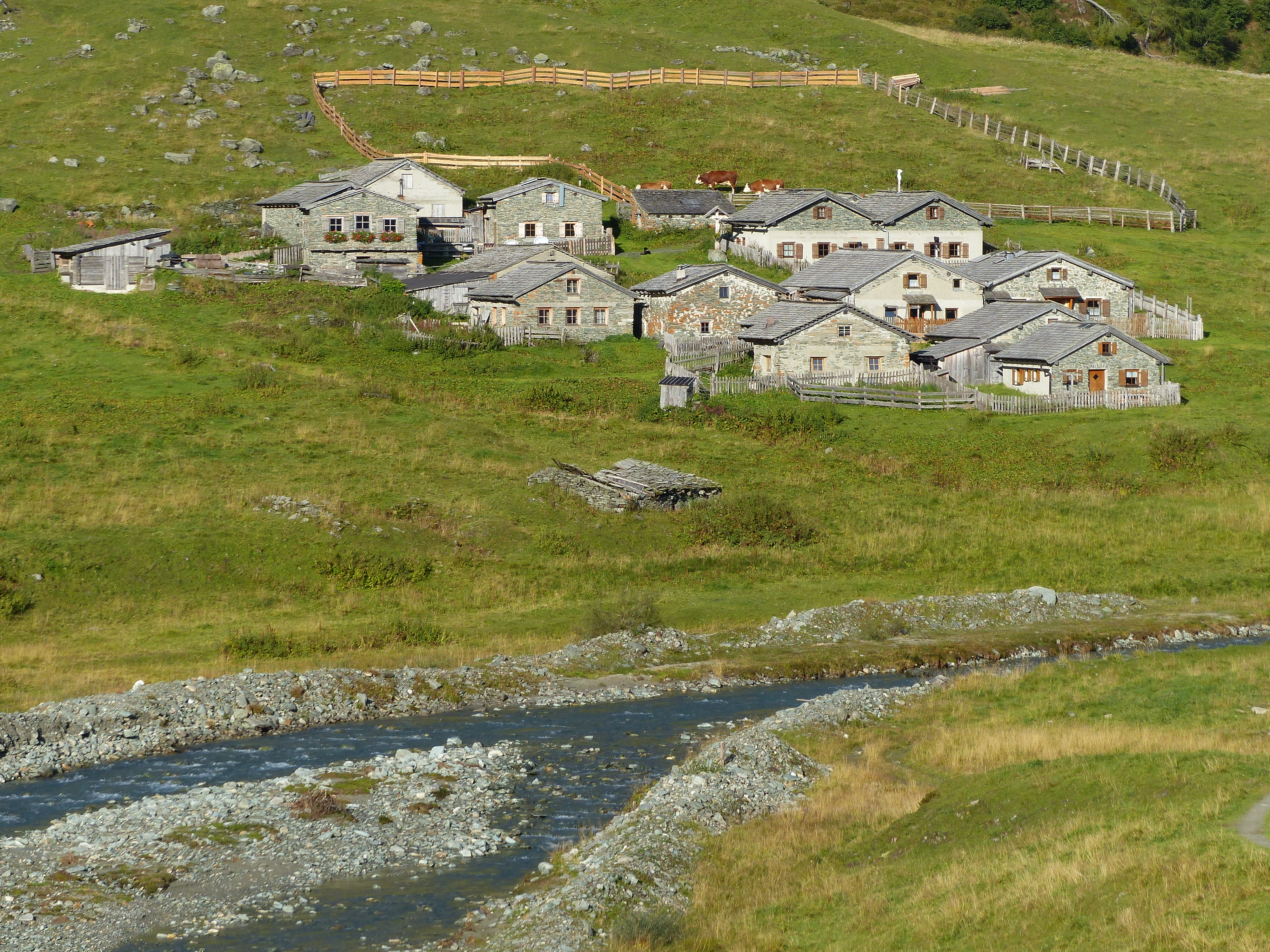
Zedlacher Alm
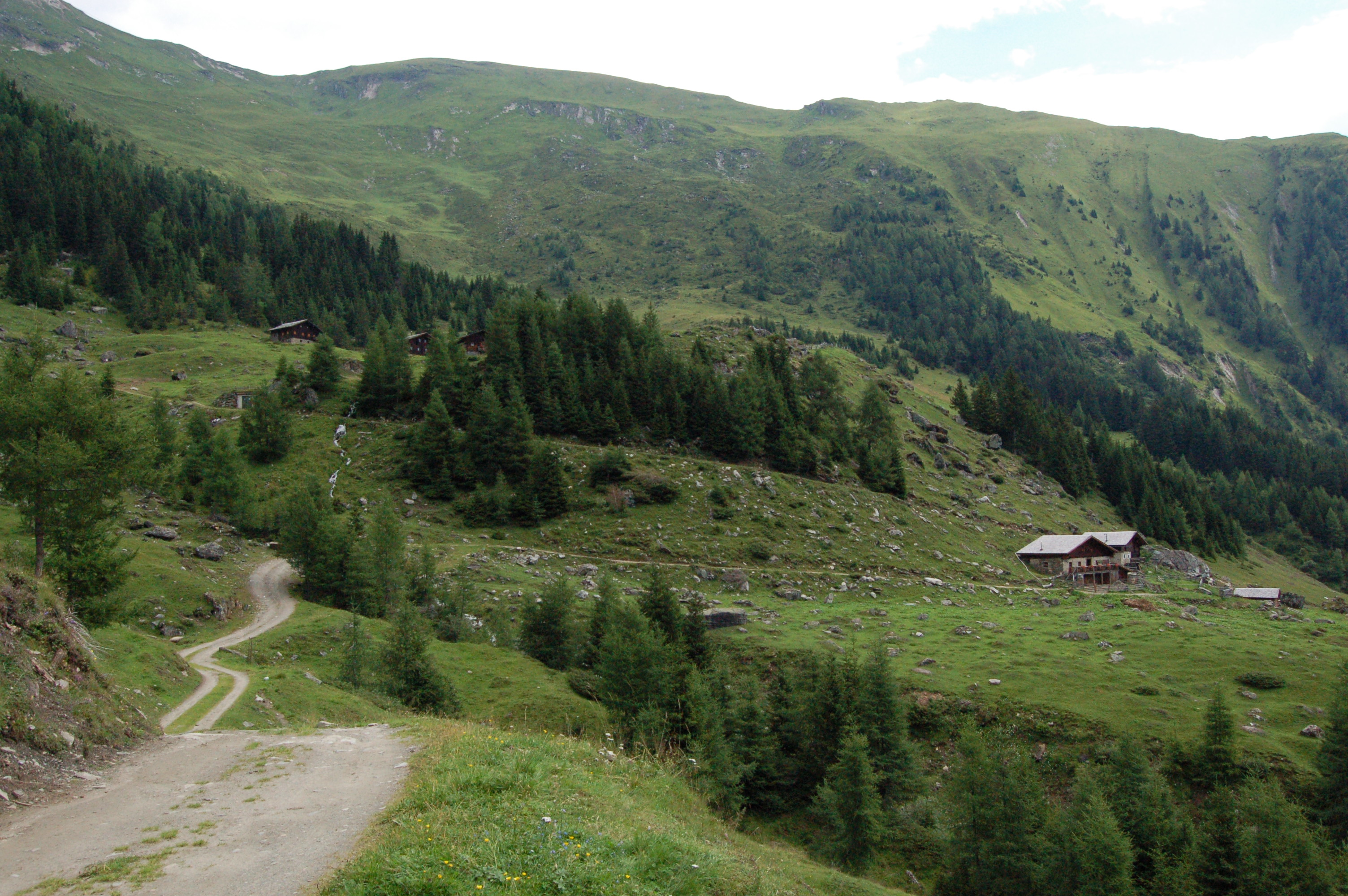
untere und obere Katalalm
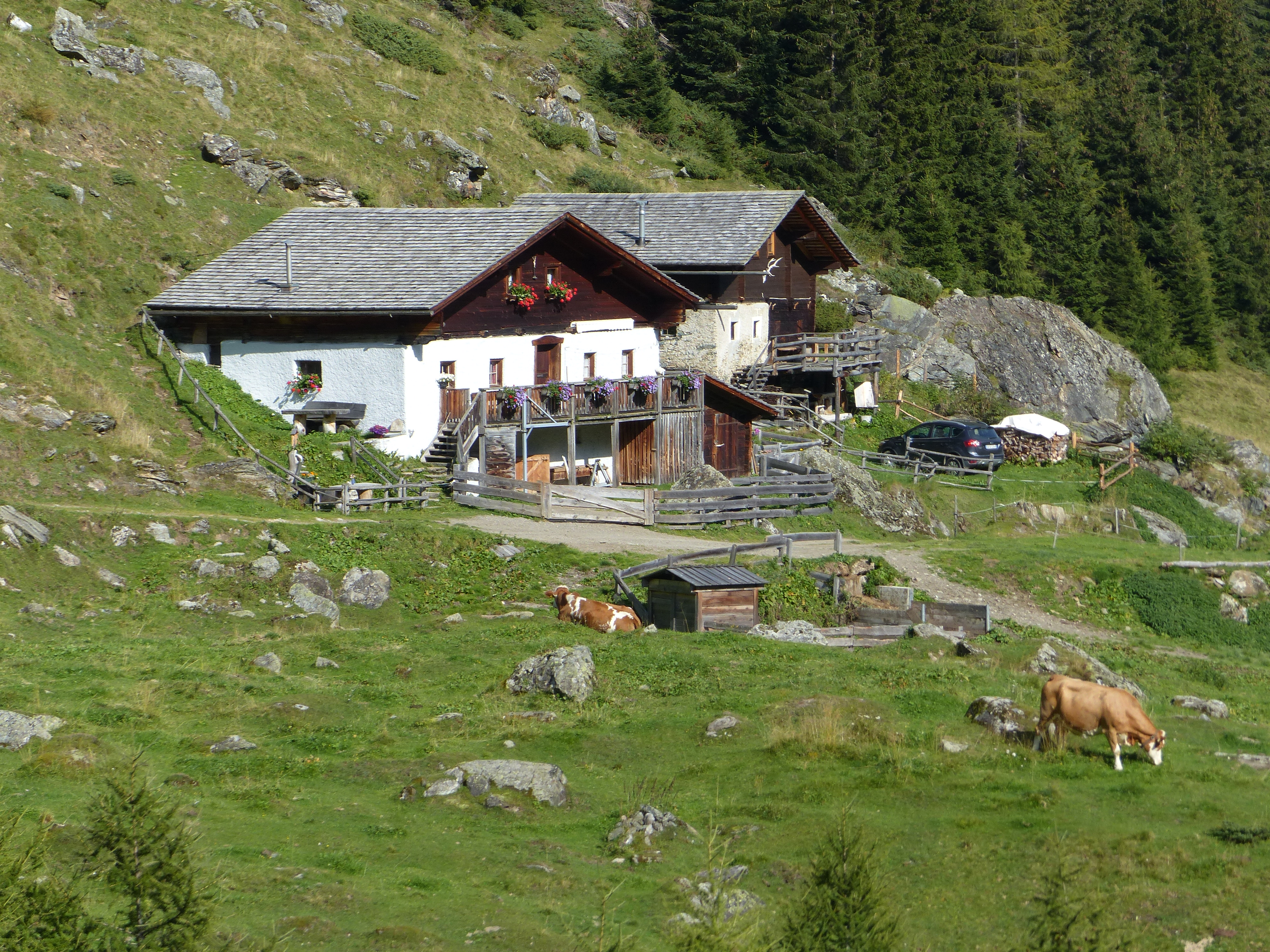
untere Katalalm
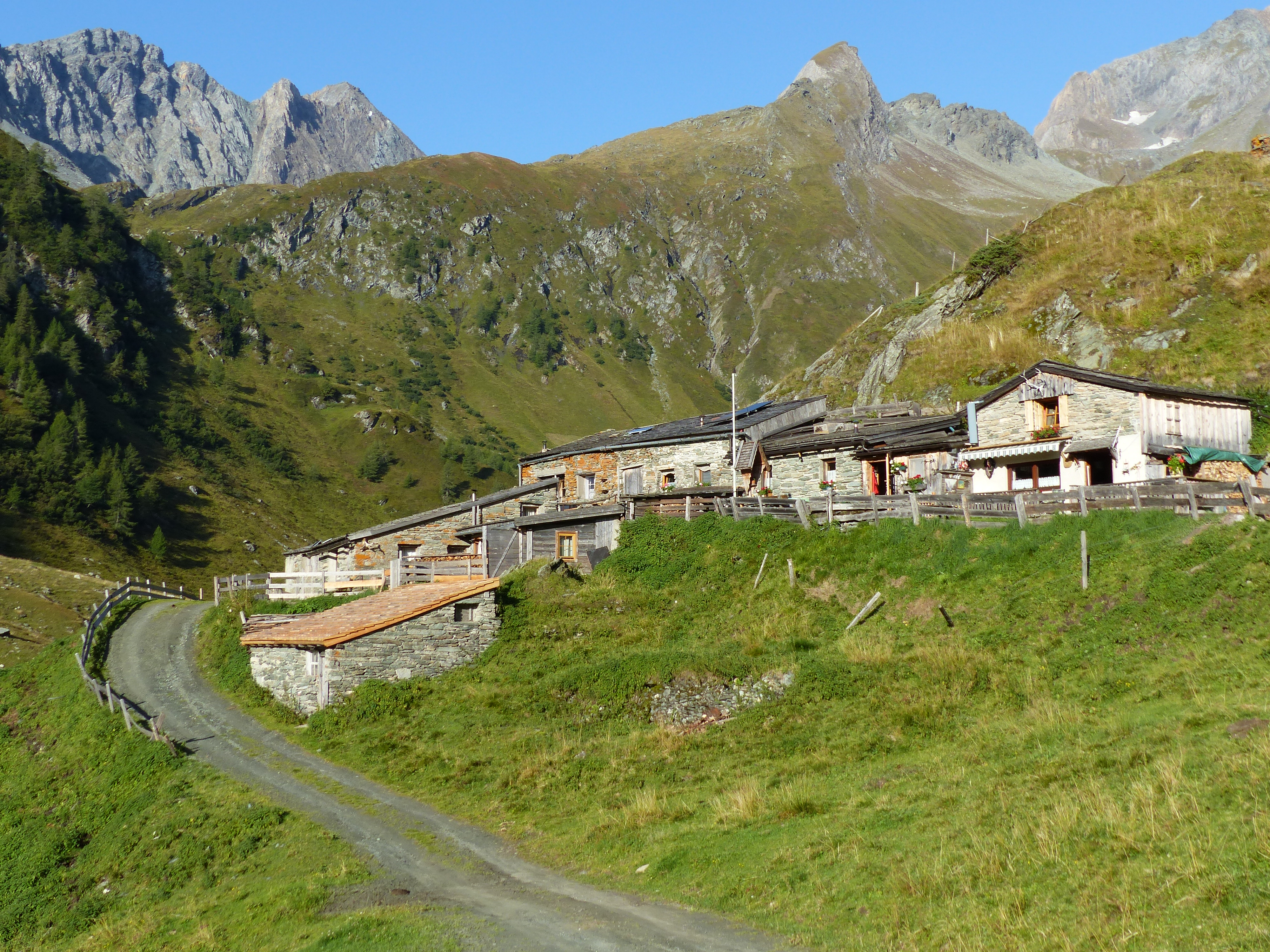
Mitteldorfer Alm
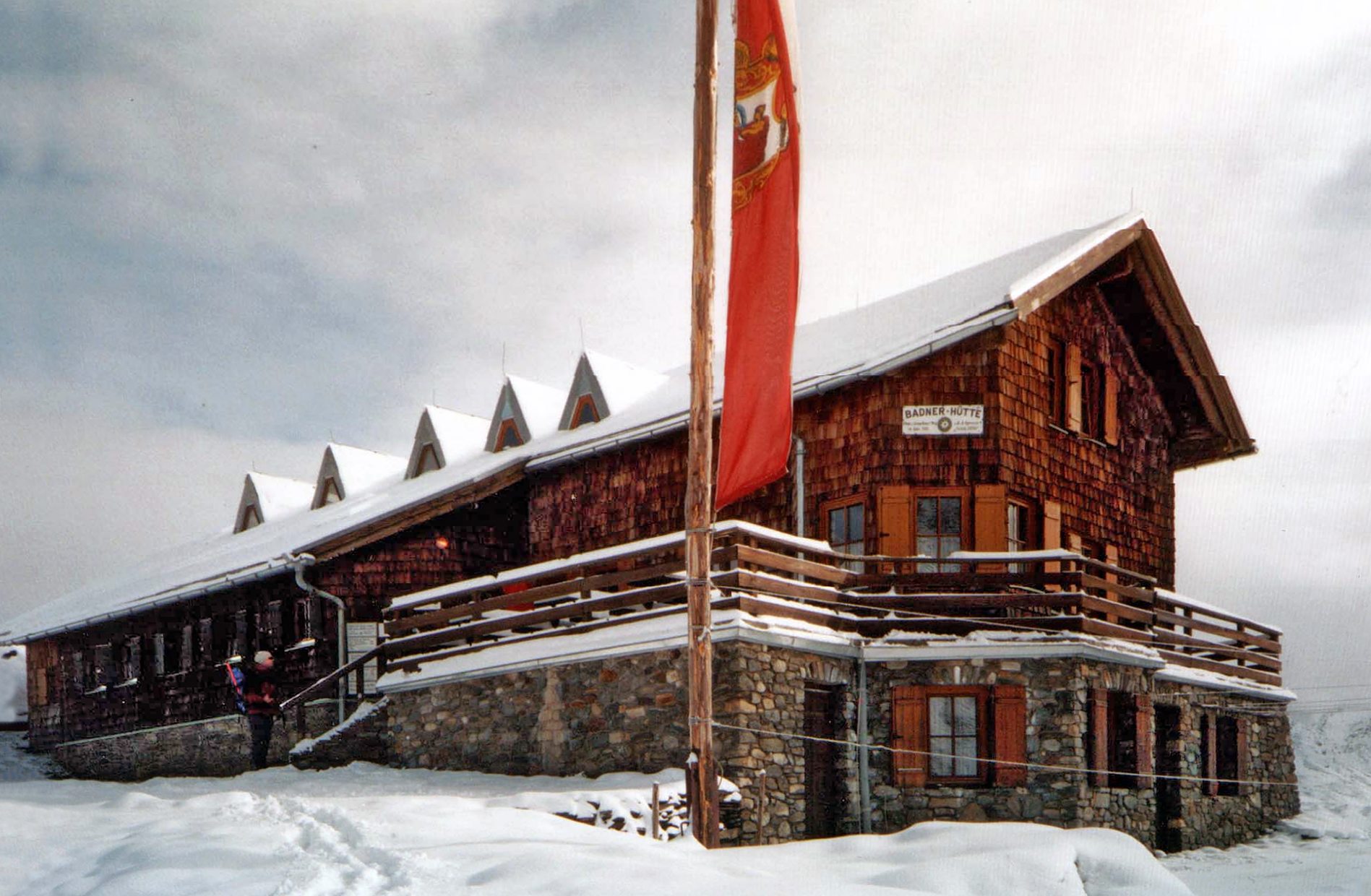
Badener Hütte